# Fußball-Weltmeisterschaft 1998/Tunesien
Dieser Artikel behandelt die tunesische Fußballnationalmannschaft bei der Fußball-Weltmeisterschaft 1998.

## Qualifikation

### Erste Runde
| Ruanda   | - | Tunesien | 1:3 |
| Tunesien | - | Ruanda   | 2:0 |

### Finalrunde
| Liberia  | - | Tunesien | 0:1 |
| Tunesien | - | Ägypten  | 1:0 |
| Namibia  | - | Tunesien | 1:2 |
| Tunesien | - | Liberia  | 2:0 |
| Ägypten  | - | Tunesien | 0:0 |
| Tunesien | - | Namibia  | 4:0 |

## Tunesisches Aufgebot
| Nr.               | Name              | Verein vor WM-Beginn     | Geburtstag | Spiele   | Tore     |          |          |
| Torhüter          | Torhüter          | Torhüter                 | Torhüter   | Torhüter | Torhüter | Torhüter | Torhüter |
| ----------------- | ----------------- | ------------------------ | ---------- | -------- | -------- | -------- | -------- |
| 1                 | Chokri El Ouaer   | Espérance Tunis          | 15.08.1966 | 3        | 0        | 0        | 0        |
| 16                | Radhouane Salhi   | Étoile Sportive du Sahel | 18.12.1967 | 0        | 0        | 0        | 0        |
| 22                | Ali Boumnijel     | SC Bastia                | 13.04.1966 | 0        | 0        | 0        | 0        |
| Abwehrspieler     |                   |                          |            |          |          |          |          |
| 3                 | Sami Trabelsi     | CS Sfax                  | 04.02.1968 | 3        | 0        | 0        | 0        |
| 4                 | Mounir Boukadida  | Étoile Sportive du Sahel | 24.10.1967 | 2        | 0        | 0        | 0        |
| 5                 | Hatem Trabelsi    | CS Sfax                  | 25.01.1977 | 1        | 0        | 0        | 0        |
| 6                 | Ferid Chouchane   | Étoile Sportive du Sahel | 19.04.1973 | 2        | 0        | 0        | 0        |
| 7                 | Tarek Thabet      | Espérance Tunis          | 16.01.1971 | 3        | 0        | 0        | 0        |
| 17                | José Clayton      | Étoile Sportive du Sahel | 21.03.1974 | 2        | 0        | 2        | 0        |
| 20                | Sabri Jaballah    | Club Africain Tunis      | 28.06.1973 | 0        | 0        | 0        | 0        |
| 21                | Khaled Badra      | Espérance Tunis          | 08.04.1973 | 1        | 0        | 0        | 0        |
| Mittelfeldspieler |                   |                          |            |          |          |          |          |
| 8                 | Zoubaier Baya     | SC Freiburg              | 15.05.1971 | 3        | 0        | 1        | 0        |
| 10                | Kaies Ghodhbane   | Étoile Sportive du Sahel | 07.01.1976 | 3        | 0        | 1        | 0        |
| 12                | Mourad Melki      | Olympique de Béja        | 09.05.1975 | 0        | 0        | 0        | 0        |
| 13                | Riadh Bouazizi    | Étoile Sportive du Sahel | 08.04.1973 | 2        | 0        | 1        | 0        |
| 14                | Sirajeddine Chihi | Espérance Tunis          | 16.04.1970 | 3        | 0        | 0        | 0        |
| 15                | Skander Souayah   | CS Sfax                  | 20.11.1972 | 3        | 1        | 1        | 0        |
| 19                | Faysal Ben Ahmed  | Espérance Tunis          | 07.03.1973 | 1        | 0        | 0        | 0        |
| Stürmer           |                   |                          |            |          |          |          |          |
| 2                 | Imed Ben Younes   | Étoile Sportive du Sahel | 16.06.1974 | 3        | 0        | 1        | 0        |
| 9                 | Riadh Jelassi     | Étoile Sportive du Sahel | 07.07.1971 | 1        | 0        | 0        | 0        |
| 11                | Adel Sellimi      | Real Jaén                | 16.11.1972 | 3        | 0        | 0        | 0        |
| 18                | Mehdi Ben Slimane | SC Freiburg              | 01.01.1974 | 3        | 0        | 0        | 0        |
| Trainer           |                   |                          |            |          |          |          |          |
|                   | Henryk Kasperczak |                          | 10.07.1946 |          |          |          |          |

## Spiele der tunesischen Mannschaft

### Vorrunde
- England –  Tunesien 2:0 (1:0)

Stadion: Stade Vélodrome (Marseille)
Zuschauer: 54.587
Schiedsrichter: Masayoshi Okada (Japan)
Tore: 1:0 Shearer (43.), 2:0 Scholes (89.)
- ] Kolumbien –  Tunesien 1:0 (0:0)

Stadion: Stade de la Mosson (Montpellier)
Zuschauer: 29.800
Schiedsrichter: Bernd Heynemann (Deutschland)
Tore: 1:0 Preciado (83.)
- Rumänien –  Tunesien 1:1 (0:1)

Stadion: Stade de France (Saint-Denis)
Zuschauer: 77.000
Schiedsrichter: Edward Lennie (Australien)
Tore: 0:1 Souayah (10.) 11m, 1:1 Moldovan (72.)
Mit großen Hoffnungen, die Misserfolge der 1990er zu beenden, ging das junge englische Team um David Beckham in die WM 1998 und dem Weltmeister von 1966 gelang ein Auftaktsieg gegen Tunesien. Im zweiten Spiel sollte jedoch Rumänien seine Leistung von vor vier Jahren bestätigen. In einem äußerst spannenden Spiel sorgte Petrescus Treffer für einen Sieg in letzter Minute gegen die englische Mannschaft. Trotz des folgenden müden 1:1 gegen Tunesien sicherte sich Rumänien damit vor England den ersten Platz. Kolumbien fand nie wirklich in das Turnier und so beendete die Elf um Altstar Valderrama das Turnier mit drei Punkten auf Platz drei.